# Enumclaw
Enumclaw ([ˈiːnəmklɔː] ) ist eine Stadt (City) im King County im US-Bundesstaat Washington. Das U.S. Census Bureau hat bei der Volkszählung 2020 eine Einwohnerzahl von 12.543 ermittelt.

Lage von Enumclaw im King County

Das Enumclaw Plateau, auf welchem sich die Stadt befindet, wurde durch einen vulkanischen Schlammfluss (Lahar) vom Mount Rainier vor etwa 5.700 Jahren geschaffen.
Der Name Enumclaw ist aus einer der Salish-Sprachen mit der Bedeutung „Platz böser Geister“ offensichtlich mit Bezug auf den Enumclaw Mountain abgeleitet. Der Berg liegt etwa 9,5 Kilometer (6 Meilen) nördlich und die Benennung bezieht sich entweder auf einige schlimme Vorfälle, die dort stattfanden, oder auf die gelegentlich auftretenden heftigen Stürme, die, aus dem Osten kommend, die Region heimsuchen. Die Mythologie der Ureinwohner berichtet die Geschichte zweier Brüder aus dem Pazifischen Nordwesten – Enumclaw und Kapoonis – deren Vater sie in Donner und Blitz verwandelte. Die Stadt Enumclaw übersetzt ihren Namen mit „Donnergrollen“.

## Geschichte

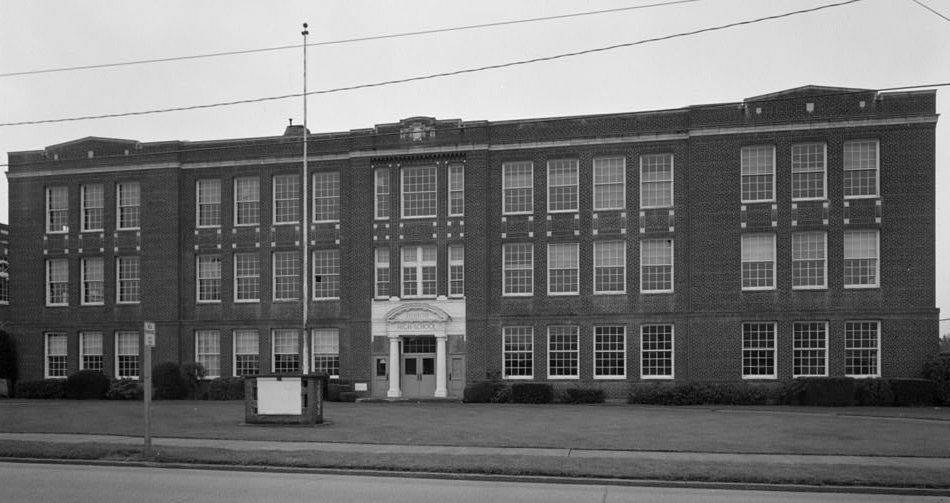
Die alte Enumclaw High School, erbaut 1921

Einer der ersten weißen Siedler im südlichen King County war Allen L. Porter. Etwa 5 km (3 mi) westlich des heutigen Enumclaw beanspruchte er 1853 eine 1,3 km² große Parzelle am White River. Er unterhielt einige Zeit eine problematische Beziehung zum Stamm der Smalkamish (einer der Vorfahren der Muckleshoot), und 1855 wurde seine Hütte bis auf den Grund niedergebrannt. Porter, der vorher durch einen befreundeten Stammesangehörigen gewarnt worden war, verbarg sich bis zum Abzug der Angreifer in den Wäldern. Nachdem er die Siedler in Fort Steilacoom gewarnt hatte, verließ er die Gegend und zog nach Roy. Er sollte nie nach Enumclaw zurückkehren.
Enumclaw selbst wurde 1879 durch Frank und Mary Stevenson begründet. Northern Pacific Railroad plante 1885 ihre transkontinentale Route durch den Ort, nachdem ein Angebot der Stevensons über geräumtes und nivelliertes Land zum Bau eines Nebengleises angenommen wurde. Zuversichtlich über die weitere Entwicklung des Gebietes erstellten die Stevensons im selben Jahr gemeinsam mit dem King County eine Flurkarte. Sie bauten ein Hotel und gaben viel für einen Saloon und einen Gemischtwarenladen her.
Zunächst wurde die Stadt Stevensonville nach den Gründern genannt. Ein Einwohner schlug Enumclaw nach dem nördlich der Stadt gelegenen abgesägten Vorgebirge vor. Die Einzigartigkeit des Namens überzeugte die Gemeinschaft.
Am 11. Januar 1895 „brach“ Mount Baldy, ein kleiner Gipfel oberhalb der Stadt, „aus“. Trotz gewaltigen Feuers und Rauchs wurde weder von Verlusten noch von Schäden berichtet, die Feuersbrunst wurde durch die Bewohner klein gehalten. Während der 1880er und 1890er Jahre wurde Hopfen angebaut. Als der Ertrag durch Krankheiten und wirtschaftlichen Niedergang einbrach, gingen die Bewohner zur Milchwirtschaft über, was bis heute andauert. Der erste Census von 1900 führte eine Einwohnerzahl von 483 an.
In den 1890er Jahren verlegte die Northern Pacific Railroad ihre Route durch Palmer, einige Meilen östlich der Stadt. Die Chicago, Milwaukee, St. Paul and Pacific Railroad verlegte 1910 eine Zweiglinie durch Enumclaw.
Die Stadt wurde am 27. Januar 1913 als Gebietskörperschaft anerkannt. Eine sehnlichst erwartete Route nach Ost-Washington wurde 1929 über den Naches Pass Highway hinweg eröffnet. In den 1950er Jahren weitete die Enumclaw Insurance Group ihre Geschäfte stark aus und der Hauptsitz wurde einer der wichtigsten Arbeitgeber in der Stadt. Die Firma ist als Versicherung in Washington, Oregon, Idaho und Utah aktiv.
Auf einer Farm, in einem gemeindefreien Teil des King County etwa 8 km nordwestlich von Enumclaw, kam es 2005 zu einem zoophilen Zwischenfall. Der bei Boeing angestellte Flugzeugingenieur Kenneth Pinyan aus Gig Harbor (Washington) starb nach passivem Analverkehr mit einem Pferd. Der Fall und die damit einhergehende Aufmerksamkeit der Medien wurde von Staat Washington zum Anlass für eine Ächtung solcher Bestialitäten genommen. Bis 2015 wollten die Einwohner von Enumclaw laut dem Journalisten Charles Mudede den Vorfall und die große Aufregung unter den örtlichen Pferdebesitzern nicht zugeben.

## Wirtschaft
Enumclaw hat den Versuchungen der Verbrauchermärkte widerstanden und sein lebenswertes, ländliches Image erhalten. Die Innenstadt ist voll von kleinen Läden, Restaurants und Dienstleistern. Mindestens fünf große Arbeitgeber haben sich für Enumclaw als Hauptsitz entschieden: Helac Corp, Mutual of Enumclaw, Nor-Pac Seating, Nether Industries und Hill AeroSystems. Enumclaw erhebt keine B&O-Steuer (Business and occupation tax) und erfreut sich einer der niedrigsten Verkaufssteuer-Raten (Sales tax rate) im Staat Washington. Enumclaw hat sich für die Teilnahme an der Regional Transit Authority (RTA), einem regionalen Verkehrsverbund, entschieden, der große Teile der Countys King, Pierce und Snohomish abdeckt; dies verringert Enumclaws Verkaufssteuer-Rate, Anhänger-Gebühren und Grundsteuern – der örtlichen Wirtschaft und den Einwohnern bleiben tausende Dollar erspart und Enumclaws Wettbewerbsfähigkeit wird gesteigert.

## Tourismus
Enumclaw ist das Tor zum Mount-Rainier-Nationalpark und der nächstgelegene Ort zu Washingtons bestem Skigebiet Crystal Mountain. Enumclaw ist auch der Ausgangspunkt der Washington State Route 410 ("Chinook Scenic Byway"). Über den Chinook Pass kann im Sommer und Herbst Washingtons Weinbaugebiet Yakima erreicht werden. Von Enumclaw aus sind drei State Parks (Nolte, Flaming Geyser, und Kanaskat Palmer) innerhalb von 15 Minuten zu erreichen; gleiches gilt für den Federation Forest State Park. Auf dem Enumclaw Plateau finden sich viele Pferde- und Viehhöfe; die meisten produzierenden Milchwirtschaften (16 mit Trinkmilch-Produktion) der Countys King und Pierce sind hier zu finden. Der Stadtrat von Enumclaw betreibt ein Economic Development Committee zur Wirtschaftsförderung; die Stadt unterhält einen eingeschränkten Tourismus-Ausschuss.

## Kriminalität
Die Sicherheitsfirma Safewise führte 2014 Enumclaw auf Platz 33 der Liste sicherer Städte in Washington und das Sicherheits-Portal Background Checks gibt Enumclaws Rang in Washington für 2016 mit 3 an.

## Geographie
Die Stadt liegt inmitten von flachem ebenem landwirtschaftlich genutzten Land im Osten des Tieflands am Puget Sound. Das ebene Relief inmitten der bergigen Region ist durch die Entstehung durch einen Lahar des nahegelegenen Mount Rainier bedingt.

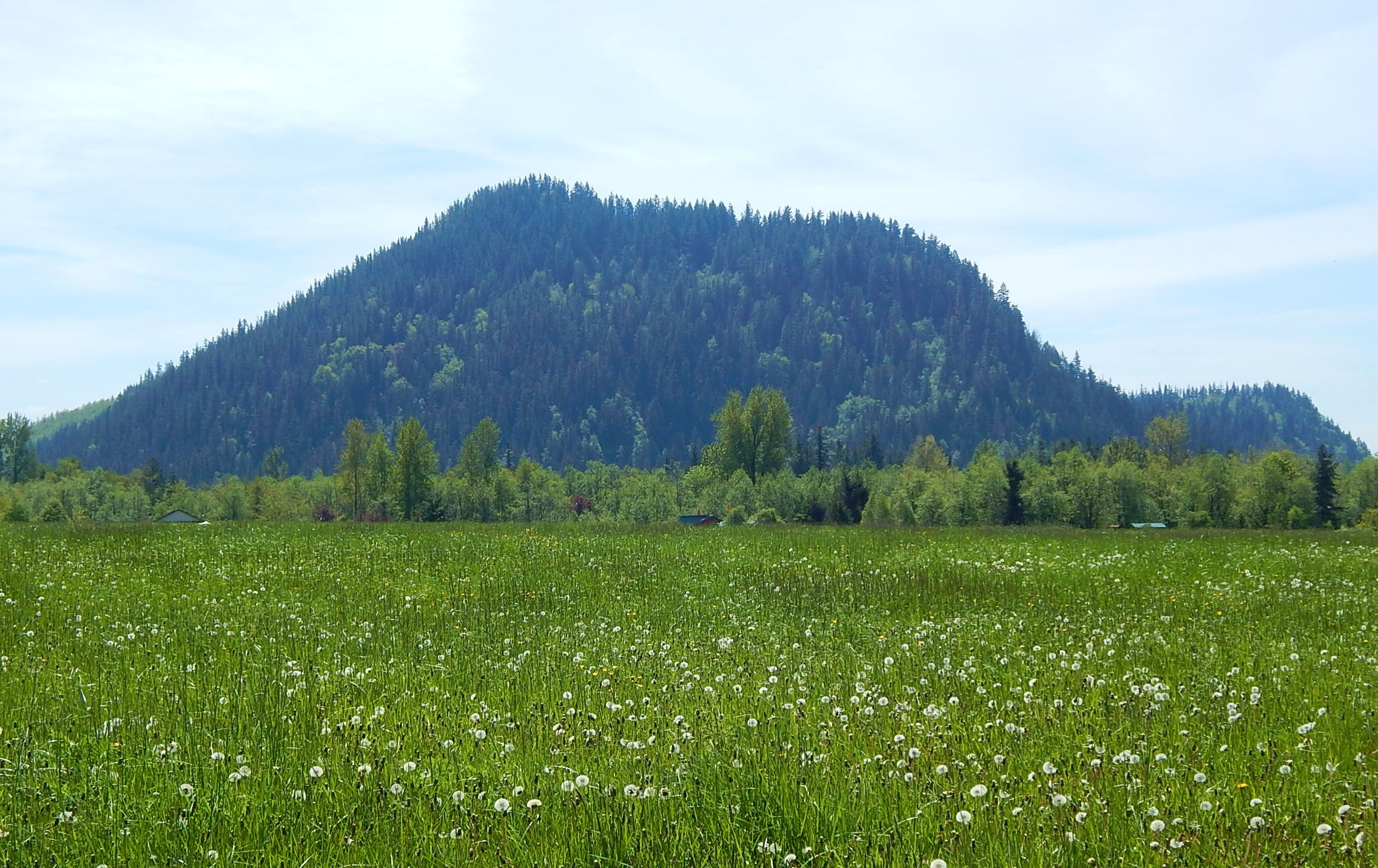
Pinnacle Peak, ein Vulkankegel; Blick von Südosten in der 46. Straße in Enumclaw

Die Stadt ist schon dadurch einzigartig, dass durch den Schutz der Farmen nach drei Seiten keine Ausweitung möglich ist und zur vierten Seite (nach Osten) geschützte Forstgebiete bestehen. Die Stadt ist praktisch in die Kaskaden-Ausläufer eingebettet.
Laut United States Census Bureau nimmt die Stadt eine Gesamtfläche von 11,06 Quadratkilometer ein, wovon 11,03 Land- und 0,03 Wasserfläche sind.
Obwohl Enumclaw vollständig im King County liegt, besitzt die Stadt einige Parkgrundstücke in den Grenzen des Pierce County.

## Klima
Die Region ist klimatisch gekennzeichnet von sehr warmen (aber nicht heißen), trockenen Sommern. Die monatlichen Durchschnittstemperaturen liegen nicht über 22 °C. Gemäß der Klimaklassifikation nach Köppen und Geiger gehört die Region zum sommerwarmen Mittelmeerklima. Im Vergleich zu Seattle ist Enumclaw typischerweise um etwa 6–11 °C wärmer im Sommer und um 6–11 °C kälter im Winter. Im Mittel treten zwei bis drei Stürme pro Jahr auf, die jeweils bis zu drei Tage andauern. Diese Stürme treten mit Ostwinden von 9–27 m/s (=32,4–97,2 km/h) auf. Das Stadtzentrum von Enumclaw liegt 228 Meter über dem Meeresspiegel. Die höhere Lage beschert Enumclaw Sonnenschein, wenn der Großteil des Puget Sound im Nebel versinkt, sowie mehr Schnee als Seattle.

## Demographie
| Jahr | Einwohner¹ |
| ---- | ---------- |
| 1900 | 483        |
| 1910 | 1.129      |
| 1920 | 1.378      |
| 1930 | 2.084      |
| 1940 | 2.627      |
| 1950 | 2.789      |
| 1960 | 3.269      |
| 1970 | 4.703      |
| 1980 | 5.427      |
| 1990 | 7.227      |
| 2000 | 11.116     |
| 2010 | 10.669     |
| 2020 | 12.543     |

¹ 1900–2020: Volkszählungsergebnisse

### Census 2000
Laut dem Census von 2000 gab es 11.116 Einwohner, 4.317 Haushalte und 2.840 Familien in der Stadt. Die Bevölkerungsdichte betrug 1.097,7 Einwohner pro Quadratkilometer. Es gab 4.456 Wohneinheiten bei einer Dichte von 440 pro Quadratkilometer. Die Bevölkerung bestand zu 94,25 Prozent aus Weißen, zu 0,3 Prozent aus Afroamerikanern, zu 0,79 Prozent aus Indianern, zu 0,78 Prozent aus Asiaten, zu 0,11 Prozent aus Pazifik-Insulanern, zu 1,15 Prozent aus anderen „Rassen“ und zu 2,62 Prozent aus zwei oder mehr „Rassen“. Hispanics oder Latinos „jeglicher Rasse“ bildeten 3,42 Prozent der Bevölkerung. Deutscher Abstammung waren 16,6 Prozent, irischer 11,3 Prozent, englischer 10,3 Prozent, US-amerikanischer 9 Prozent, norwegischer 7,6 Prozent und italienischer Abstammung 5,9 Prozent.
Es gab 4.317 Haushalte, von denen 37,5 Prozent Kinder unter achtzehn Jahren beherbergten; 50 Prozent wurden von zusammen lebenden verheirateten Paaren und 11,2 Prozent von einer alleinstehenden Mutter geführt; 34,2 Prozent waren Nicht-Familien. 29,3 Prozent aller Haushalte waren Singles und 14 Prozent bestanden aus einer alleinstehenden Person von 65 Jahren oder älter. Die durchschnittliche Haushaltsgröße betrug 2,52 Personen, bei den Familien waren es 3,13 Personen.
Der Median des Alters betrug 35 Jahre. 29,2 Prozent der Einwohner waren unter 18, 7,6 Prozent zwischen 18 und 24, 30,3 Prozent zwischen 25 und 44, 18,3 Prozent zwischen 45 und 64 Jahren alt und 14,5 Prozent waren 65 Jahre alt oder älter. Auf 100 Frauen kamen 91,5 Männer, bei den über 18-Jährigen waren es 85,3 Männer auf 100 Frauen.
Der Bevölkerungsmittelpunkt des Staates Washington lag 2000 in einem „nicht eingeschlossenen“ (englisch: unincorporated) Teil des King County, nordöstlich nahe der Stadt.
Alle Angaben zum mittleren Einkommen beziehen sich auf den Median. Das mittlere Haushaltseinkommen betrug 2013 58.019 Dollar, im Postleitzahlgebiet 98022 es bei 89.481 Dollar. Das Pro-Kopf-Einkommen betrug 20.596 Dollar. Etwa 4,3 Prozent der Familien und 8,2 Prozent der Gesamtbevölkerung lebten unterhalb der Armutsgrenze, darunter 6,3 Prozent der unter 18-Jährigen und 9,6 Prozent der über 65-Jährigen. Die Arbeitslosenrate betrug 2016 4,3 Prozent; 2.313 Personen waren Arbeiter (Blue Collar Workers) und 4.051 Personen Angestellte.

### Census 2010
Laut Census gab es 2010 10.669 Einwohner, 4.420 Haushalte und 2.793 Familien in der Stadt. Die Bevölkerungsdichte betrug 967 Einwohner pro Quadratkilometer. Es gab 4.683 Wohneinheiten bei einer Dichte von 424,4 pro Quadratkilometer. Die Bevölkerung bestand zu 91,8 Prozent aus Weißen, zu 0,5 aus Afroamerikanern, zu 1,0 Prozent aus Indianern, zu 0,9 Prozent aus Asiaten, zu 0,1 Prozent aus Pazifik-Insulanern, zu 2,9 Prozent aus anderen „Rassen“ und zu 2,7 Prozent aus zwei oder mehr „Rassen“. Hispanics oder Latinos „jeglicher Rasse“ bildeten 6,6 Prozent der Bevölkerung.
Es gab 4.420 Haushalte, von denen 32,9 Prozent Kinder unter achtzehn Jahren beherbergten; 45,9 Prozent wurden von zusammen lebenden verheirateten Paaren, 12,4 Prozent von einer alleinstehenden Mutter und 4,8 Prozent von einem alleinstehenden Vater geführt; 36,8 Prozent waren Nicht-Familien. 30,8 Prozent aller Haushalte waren Singles und 14 Prozent bestanden aus einer alleinstehenden Person von 65 Jahren oder älter. Die durchschnittliche Haushaltsgröße betrug 2,39 Personen, bei den Familien waren es 3,00 Personen.
Der Median des Alters betrug 38,9 Jahre. 24,5 Prozent der Einwohner waren unter 18, 8,8 Prozent zwischen 18 und 24 Jahren, 24,8 Prozent zwischen 25 und 44, 26,9 Prozent zwischen 45 und 64 Jahren alt und 14,9 Prozent waren 65 Jahre alt oder älter. Es gab 52,2 Prozent Frauen und 47,8 Prozent Männer.

## Verwaltung und Infrastruktur
Enumclaw ist eine von nur drei Städten in Washington mit einem rassenspezifischen Verbot von Pitbulls innerhalb der Stadtgrenzen. Enumclaw hat ebenso ein Verbot von Produktion, Verbreitung und Verkauf nicht-medizinischen Marihuanas beschlossen.
Enumclaw arbeitet mit einer strengen Form der aus Bürgermeister und Stadtrat gebildeten Verwaltung. Die Stadt Enumclaw unterhält ihre eigene Abwasserentsorgung sowie Abteilungen für Trink- und Schmutzwasser. Die Stadt ist in der Hinsicht einzigartig, als sie eine von nur zwei Gemeinden in Washington ist, die eigene Erdgasvorkommen besitzt. 2015 stimmten die Einwohner 1:10 für eine einprozentige Erhöhung der Verkaufssteuern, um Unterhalt und Reparatur der örtlichen Straßen zu finanzieren. Die Reparaturarbeiten haben im Frühjahr 2017 begonnen und werden über die kommenden drei Jahre fortgeführt.
Der United States Postal Service betreibt das Enumclaw Post Office und ein regionales Verteilzentrum.

## Medien
Die Stadt ist Heimat der Zeitung Courier-Herald; gleichfalls in Enumclaw zu finden sind KGRG (AM), ein Hochschulradio, das vormittags mit 500 Watt auf der Frequenz 1.330 Kilohertz sendet. Die Lizenz ist der Green River Foundation zugewiesen, gesendet wird vom Green River Community College in Auburn. Auch das Medienstudio Knok Studio (betrieben als nicht-kommerzielle Einrichtung nach Kapitel 26, Abschnitt 501(c)3 des United States Code) hat seinen Sitz in Enumclaw.

## Gesundheitswesen
Das St. Elizabeth Hospital, Teil des Franciscan Health System (einer Organisation mit fünf Krankenhäusern aus Tacoma), befindet sich in Enumclaw. Das Krankenhaus wurde 2011 in die Liste der 25 „am stärksten vernetzten“ kleinen und ländlichen Kliniken der USA aufgenommen, weil die Nutzung der Informationstechnologien zur qualitativen Unterstützung der Patientenfürsorge operationell effizient eingeführt ist. Es ersetzt seit 2011 das frühere Enumclaw Community Hospital.

## Parks und Erholung
Das Enumclaw Expo Center veranstaltet jährlich die King County Fair, eine regionale Messe, und die Scottish Highland Games des Pazifischen Nordwestens, sowie eine Reihe anderer Ausstellungen und Festivals. Der Olympic Kennel Club richtet im August jedes Jahres die fünftgrößte Hundesschau der Vereinigten Staaten aus. Das 29 Hektar große Gebiet hat viele Bereiche, die für Hochzeiten, Verkaufsshows, Tagungen und andere besondere Ereignisse gemietet werden können.

## Bildung
Der Enumclaw School District unterhält öffentliche Schulen für Schüler und Studenten aus Enumclaw, Black Diamond, Selleck, Palmer, Ravensdale und Greenwater. Grundschulen aus Enumclaw sind auch Kindern aus Byron Kibler, Southwood, Sunrise und Westwood zugänglich. Einige Teile von Enumclaw sind der Enumclaw Middle School in Enumclaw zugewiesen, während andere Teile der Thunder Mountain Middle School im gemeindefreien King County angehören. Alle Einwohner von Enumclaw sind der Enumclaw High School zugewiesen. Das Green River Community College befindet sich in Enumclaw. Das Portal Schooldigger.com wertet Enumclaw auf Platz 44 der 203 Schulbezirke im Bundesstaat mit einem ansteigenden Trend.

## Persönlichkeiten
- Jeff Hougland, UFC-Kämpfer, Gründer von Combat Sport and Fitness
- Kasey Kahne (* 1980), NASCAR-Fahrer
- Richard Kovacevich, Vorsitzender des Aufsichtsrates der Wells Fargo & Company
- Swen Nater, früherer Basketballprofi, der sowohl in der ABA als auch in der NBA Rebounding-Titel gewann
- Unter Null, Musiker
- Brian Scalabrine (* 1978), früherer Basketballspieler der Boston Celtics und der Chicago Bulls in der NBA
- Tony Tost, Dichter
- Scott Twardoski (* 1973), Basketballschiedsrichter

## Pop-Kultur
Der 1967 von Walt Disney produzierte Film, Der einsame Puma (Charlie, the Lonesome Cougar), wurde im Sägewerk von Weyerhaeuser in Enumclaw sowie in den umliegenden Gegenden gefilmt.